# Dahurisk lærk
Dahurisk lærk (Larix dahurica eller Larix gmelinii) er en art af lærkefamilien, der naturligt hører hjemme i det østlige Sibirien, nordøstlige Mongoliet, nordøstlige Kina og Nordkorea. Arten er det træ, der vokser nordligst i verden, idet det er fundet på 72° 31' N, og samtidig er det det mest kuldetolerante træ, da det har overlevet -70° C.
Dahurisk lærk er et middelhøjt løvfældende nåletræ på 10-30 m højde med en stamme på op til 1 m i diameter og har en bredt kegleformet krone. Nålene er 2-3 cm lange og lysegrønne; de bliver gule og orange, inden de falder af om efteråret. Koglerne er oprette og ægformede, 1-2 cm store. De er først grønne, men bliver efterhånden brune og åbner sig, efterhånden som frøene modner, 3-5 måneder efter bestøvningen. Gamle kogler bliver normalt siddende på træet i årevis, idet de visner og bliver grålige.

## Varieteter
Træet er ud over de to nævnte botaniske navne også kendt under flere andre navne, bl.a. L. cajanderi, L. kurilensis og L. kamtschatica.
Der er tre varieteter:
- Larix gmelinii var. gmelinii: Findes over det meste af artens udbredelsesområde
- Larix gmelinii var. japonica: Findes primært i de tidligere japanske områder Kurilerne og Sakhalin
- Larix gmelinii var. olgensis: Findes mest i Nordkorea og Primorskij kraj i Rusland